# Kościół św. Marcina w Rydze
Kościół ewangelicko-augsburski pw. św. Marcina w Rydze (łot. Rīgas Mārtiņa luterāņu baznīca) – luterańska świątynia położona na Zadźwiniu w Rydze wzniesiona w latach 1851–1852.

## Historia
Decyzję o budowie murowanego kościoła na Zadźwiniu podjęła w 1846 Wielka Gildia w 300 rocznicę śmierci Marcina Lutra, stąd jego nazwa. Grunt pod konstrukcję został odkupiony od właściciela Czarnego Lasu (Švarcmuiža) dr. S. Schwarza. Kościół zbudowano na podstawie projektu Johanna Daniela Felsko. Prace trwały przez kilkanaście miesięcy od 1851 do 1852, a uroczystego poświęcenia budynku dokonano 26 października 1852. Zagospodarowane zostało również otoczenie kościoła poprzez utworzenie z jego obu stron alei lipowej z lip holenderskich. W latach 1887–1888 świątynia została przebudowana przez Heinricha Karla Schella – wzniesiono wtedy obie wieże oraz poszerzono gmach, który mógł odtąd pomieścić 1200 wiernych. Od 1893 świątynia posiada nowe organy.